# Xã Pittsford, Quận Butler, Iowa
Xã Pittsford (tiếng Anh: Pittsford Township) là một xã thuộc quận Butler, tiểu bang Iowa, Hoa Kỳ. Năm 2010, dân số của xã này là 900 người.